# ستيف يونغ (كاتب)
ستيف يونغ (بالإنجليزية: Steve Young)‏ هو كاتب سيناريو أمريكي، ولد في القرن العشرين.

## وصلات خارجية
- ستيف يونغ على موقع IMDb (الإنجليزية)
- ستيف يونغ على موقع أول موفي (الإنجليزية)
- ستيف يونغ على موقع ديسكوغز (الإنجليزية)
- ستيف يونغ على موقع قاعدة بيانات الفيلم (الإنجليزية)
- ستيف يونغ على موقع كينوبويسك (الروسية)